# 小行星24907
小行星24907（24907 Alfredhaar）是一颗绕太阳运转的小行星，为主小行星带小行星。该小行星于1997年2月4日发现。

## 轨道参数
小行星24907的轨道半长轴为2.4535117 UA，离心率为0.070。